# Мортеза-Кулі Баят
Мортеза-Кулі Баят (перс. مرتضیقلی بیات; 1890 — 10 травня 1958) — іранський державний і політичний діяч, прем'єр-міністр країни від листопада 1944 до травня 1945 року.

## Кар'єра
У 1920-их Баят брав активну участь у поваленні династії Каджарів на перському престолі. 1925 очолив міністерство фінансів у кабінеті Мухаммеда-Алі Фарукі. У той же період неодноразово обирався до лав меджлісу від рідного міста Ерак.
1935 року знову отримав пост міністра фінансів у кабінеті Алі Сохейлі. Від 25 листопада 1944 до 13 травня 1945 року вже сам очолював уряд Ірану. За його врядування відбувся візит Шарля де Голля до Тегерана, а також під тиском союзників Іран оголосив війну Японії.